# Mauricio Siller Obregón
Mauricio Siller Obregón, (Ciudad de México, 31 de octubre de 1956) es un muralista, pintor, escultor, dibujante, ceramista y litógrafo mexicano. Actualmente es director del "Taller México es Arte" y ha recibido reconocimientos por parte de instituciones públicas como la UNAM, la Universidad Anáhuac y el Gobierno de la Ciudad de México. Su obra pictórica destaca por explorar las culturas mesoamericanas, haciéndolo destacar en la escena mexicana contemporánea como uno de los principales impulsores de este movimiento.

## Trayectoria
Siller fundó el taller México es arte en 1995. Ha participado en más de 80 exposiciones colectivas y más de 55 individuales en México y en el extranjero. Ha impulsado diversos proyectos bajo con el respaldo de instituciones públicas como el Gobierno de la Ciudad de México y los gobiernos de las delegaciones Cuajimalpa, Azcapotzalco, Gustavo A. Madero y Cuauhtémoc. En esta última inauguró el Instituto de Artes Escénicas "Ernesto Gómez Cruz" mediante la exhibición "Policromía".[cita requerida]
Además de la plástica, Siller aborda diversas disciplinas y temáticas, como la poesía. En julio de 1979 publicó su primer libro de poemas, mismo que fue seguido de "Poemario", en 1981. En su más reciente libro, "Una vida para el arte", incluye poemas traducidos al inglés, francés y náhuatl.
Mauricio Siller ha impartido clases en la Universidad Iberoamericana Ciudad de México. Además ha estado vinculado a proyectos filantrópicos con instituciones como el CECyT 2 del Instituto Politécnico Nacional, ADECO, una institución sin fines de lucro enfocada en el desarrollo comunitario [cita requerida] y la delegación Cuajimalpa de la Ciudad de México. En noviembre de 2017, Siller montó la exposición "Paisaje mexicano del Estado de México", con la intención de apoyar a las personas damnificadas por los Terremotos de México de 2017. En abril del 2018 presentó 40 obras y donó una de ellas a beneficio de la delegación de la Cruz Roja de Cancún.

## Exposiciones y participación pública
La actividad de Mauricio Siller se caracteriza por ser diversa, por lo que su trayectoria cuenta con múltiples participaciones públicas en el plano individual y colectivo.

### Exposiciones individuales
- Galería de la Casa de bolsa Inverlat. Ciudad de México. 1988.
- Galería Louis C. López Morton. Ciudad de México. 1988.
- Galería Gabriela Orozco. Ciudad de México. 1989.
- Galería El Toro Azul. Sevilla, España. 1991.
- Galería Nouvel Art. París, Francia. 1992.
- Galería del DIF de Aguascalientes, Aguascalientes, México. 1993.
- Galería Estiloarte. Madrid, España. 1993.
- Universidad Anáhuac 1994
- Galería “Viva México”, hotel Marriot. Morelia, Michoacán, México. 1998.
- Galería La Soterranea. Morelia, Michoacán. México. 2000.
- Galería Alamo Street Market. San Antonio, Texas. Estados Unidos. 2000.
- Galería A. Hicks. Albuquerque, Nuevo México. Estados Unidos.
- Galería Frank Disler. Berlín, Alemania. 2002
- Galería In chillarte. Los Cabos, Baja California, México. 2007.
- Centro cultural Jardín Borda. Cuernavaca, Morelos, México. 1988.
- Casa de cultura “Quinta Colorada”. Ciudad de México. 1990.
- Vestíbulo de la Torre PEMEX. Ciudad de México. 1994.
- Centro cultural Asturiano. Ciudad de México. 1996.
- Foro cultural del periódico “El Universal”. Ciudad de México. 1996.
- Subasta pública “Obra Don Orione”. Ciudad de México. 2000.
- Centro cultural “El Juglar. Ciudad de México. 2003.
- Consulado General de Chile. Ciudad de México. 2004.
- Delegación Norte IMSS  2006
- Foro cultural “Magdalena Contreras”. Ciudad de México. 2006.
- Centro cultural “Rafael Solana” Ciudad de México. 2006.
- Antigua escuela de San Ildefonso. Ciudad de México. 2006.
- Casino Español. Ciudad de México. 2008.
- ITAM Galería del Auditorio "Raul Ballares" 2008
- Edificio sede del German Centre. Ciudad de México. 2009.
- Instituto de artes escénicas, Ernesto Gómez Cruz. "Policromía" . 2011
- In Chill Art Gallery . Los Cabos 2014
- Cruz Roja . Cancún 2016
- Exposición, "Talleres Artísticos". U Iberoamericana 2016
- Sala de exhibición. Poder Judicial Del Edo. de México. "Paisajes del Estado" 2017
- Exposición en la Universidad Iberoamericana de León Gto. 2017
- Centro Cultural Coreano "Los Colores De Mi Sangre" 2019
- Galería Plaza Zéntrika Santa Fe CDMX, 2022 a octubre de 2024 Exposición
- Exposición en Wanz Fest 2023

```
 PRINCIPALES EXPOSICIONES INTERNACIONALES
```

- Metro "Opera" París 2021
- Metro "Alexanderplatz" Berlín. 2021
- Galería MADS Milán Italia 2021
- Paks Gallery, Basilea Suiza 2022
- Galería Carey, Barcelona España 2022
- ArtistAverse Gallery . Los Ángeles, Calif. USA. 2022

### Principales exposiciones colectivas
- Casa de Cultura de Puebla, Puebla, México. 1982.
- Galería C.A.M. Pamplona, España. 1983.
- Jardín del Arte de Cuernavaca, Morelos, México. 1984.
- Centro Cultural del ISSSTE. Ciudad de México. 1984.
- Galería de Arte Castellanos. 1985
- Grupo Taller. Miami, Florida, Estados Unidos.
- Jardín del arte de Sullivan. Ciudad de México. 1986.
- Bazar del Sábado. Ciudad de México. 1986.
- Centro cultural “El Nigromante”. San Miguel de Allende, Guanajuato, México. 1986.
- “La Caixa”. Barcelona, España. 1987.
- Palacio Municipal de Ciudad Nezahualcóyotl. Estado de México. 1987.
- UNAM plantel Cuautitlán. Estado de México. 1998.
- Galería “Solarium”. Génova, Italia. 1988.
- Banco Internacional de Comercio. Brownsville, Texas, Estados Unidos. 1989.
- Banco Internacional de Comercio. Laredo, Texas, Estados Unidos. 1989.
- Galería de Arte “Lucernare”. Ciudad Victoria, Tamaulipas, México. 1990.
- Galería Balance. Cancún, Quintana Roo, México. 1991.
- Galería “Bon Art”. Aguascalientes. Aguascalientes. México. 1992
- Galería” Ficus”. Aguascalientes, Aguascalientes, México.1993
- Subasta de Artistas Independientes. Galería Louis C. Morton. Ciudad de México. 1993.
- Galería Thor Solanes. Huatulco, Oaxaca, México. 1993
- Instituto Politécnico Nacional IPN 2006
- Escuela Nacional de Artes Gráficas. Galería “Francisco Díaz de León.” 2008
- “The American School Fundation, A.C.” Ciudad de México. 2011.
- Instituto de las Artes “Ernesto Gómez Cruz. Ciudad de México. 2012.
- Banco de México, sede central. Ciudad de México. 2012.
- Casa de Cultura de Tlalpan. Ciudad de México. 2013.
- “Galería el Círculo Azul”. Ciudad de México.
- Bazar Ángel Uriel. Ciudad de México.
- Galería de Arte Javier Niño. Puerto Vallarta, Jalisco. México.
- Galería NIOX. Puerto Vallarta, Jalisco. México.
- Confederación Deportiva Mexicana CODEME 2018
- Hotel Hilton CDMX 2019
- Museo del Policía SSC CDMX 20019
- Hotel Hilton 2020
- Museo Nacional De La Acuarela 2022
- Taller México Es Arte 2023
- Exposición en el Museo De Geología "Detrás del Oficio" 2023
- Exposición en la Biblioteca de las Artes 2023

### Participaciones en universidades
- Universidad Anáhuac. Estado de México. 1994.
- ITAM. Ciudad de México. 2009.
- Instituto Politécnico Nacional. Ciudad de México. 2006.
- Universidad Autónoma del Estado de México. 2008.
- Universidad Tecnológica Fidel Velázquez. Ciudad de México. 2008.
- UNAM Plantel Nezahualcóyotl. Estado de México. 1992.
- Universidad Iberoamericana. Ciudad de México. 2013.

### Participaciones en museos
- Museo del Chopo. Ciudad de México. 1988.
- Museo Franz Mayer, en la “Gran noche de Verano”. Ciudad de México. 1992.
- Museo Franz Mayer, en la “Noche de Gala”. Ciudad de México. 1992.
- Museo Ex Teresa Arte Actual. Ciudad de México. 2005.
- Museo de la Ciudad de México. Ciudad de México. 2011.
- Museo de historia de Tlalpan. Ciudad de México. 2012.
- Museo de Geología. Santa María La Rivera. Ciudad de México. 2014.